# Leptosphaeroma gottschei
Leptosphaeroma gottschei är en kräftdjursart som beskrevs av Franz Martin Hilgendorf 1885. Leptosphaeroma gottschei ingår i släktet Leptosphaeroma och familjen klotkräftor. Inga underarter finns listade i Catalogue of Life.